# چانتوریا ویلکا
چانتوریا ویلکا (به لاتین: Czantoria Wielka) یک کوه در مرز جمهوری چک و لهستان است. چانتوریا ویلکا ۹۹۵ متر بالاتر از سطح دریا واقع شده‌است.